# Valea Vâlsanului (sit SCI)
Valea Vâlsanului  este un sit de importanță comunitară (SCI) desemnat în scopul protejării biodiversității și menținerii într-o stare de conservare favorabilă a florei spontane și faunei sălbatice, precum și a habitatelor naturale de interes comunitar aflate în arealul zonei protejate. Acesta este situat în Muntenia, pe teritoriul județului Argeș.

## Localizare
Aria naturală se află în partea nord-vestică a județului Argeș, pe teritoriile administrative al comunelor Brăduleț, Corbeni, Corbi, Domnești, Mușătești, Nucșoara și Pietroșani. Aceasta este străbătută de drumul național DN73C, care leagă municipiul Curtea de Argeș de localitatea Berevoiești.

## Înființare
Instituirea regimului de arie naturală protejată pentru situl de importanță comunitară „Valea Vâlsanului” s-a făcut prin Ordinul Ministerului Mediului și Dezvoltării Durabile Nr.1964 din 13 decembrie 2007 (privind instituirea regimului de arie naturală protejată a siturilor de importanță comunitară, ca parte integrantă a rețelei ecologice europene Natura 2000 în România) și se întinde pe o suprafață de 9.582,7 hectare.
Situl reprezintă o zonă naturală (păduri de foioase, pajiști naturale, pășuni, terenuri arabile cultivate, vii și livezi) încadrată în bioregiunea geografică (continentală a Podișului Getic) aflată la poalele Munților Făgăraș (masiv muntos care face parte din Carpații Meridionali),
ce cuprinde bazinul hidrografic al Văii Vâlsanului (cu afluenții: Izvorul Dimei, Izvorul Popii, Robaia, Toplița, valea Bunești, Valea Zănoguța, Dobroneagu și Valea Cheii). Acesta include rezervația naturală Valea Vâlsanului.

## Biodiversitate
Arealul „Valea Vâlsanului” a fost desemnat ca sit Natura 2000, în scopul protejării biodiversității și menținerii într-o stare de conservare favorabilă a unor specii din flora și fauna zonei. Acesta dispune de două tipuri habitate naturale de interes comunitar: Păduri de fag de tip Luzulo-Fagetum și Păduri aluviale cu Alnus glutinosa și Fraxinus excelsior (Alno-Padion, Alnion incanae).

### Faună
Fauna sitului are în componență o gamă diversă de mamifere, amfibieni, pești și insecte; dintre care unele protejate prin Directiva Consiliului European 92/43/CE din 21 mai 1992 (privind conservarea habitatelor naturale și a speciilor de faună și floră sălbatică) sau aflate pe lista roșie a Uniunii Internaționale pentru Conservarea Naturii (IUCN).

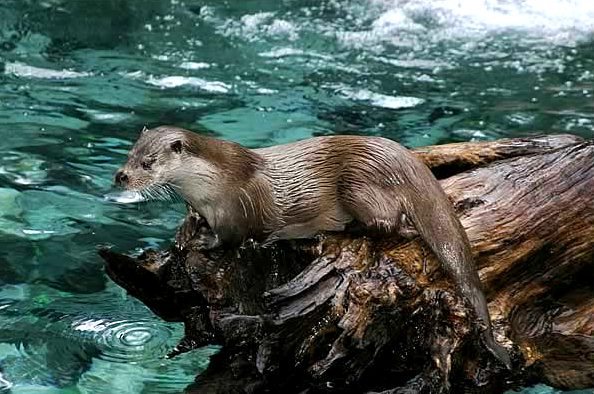
Vidră de râu (Lutra lutra)

Mamifere cu specii de: cerb (Cervus epaphus), căprioară (Capreolus capreolus), mistreț (Sus scrofa), pisică sălbatică (Felis silvestris), jder de copac (Martes martes), vidra de râu (Lutra lutra), pârșul de alun (Muscardinus avellanarius), pârșul comun (Myoxus glis), chițcanul de câmp (Crocidura leucodon), chițcanul de apă (Neomys fodiens), șobolanul de apă de munte (Arvicola terrestris scherman) - o specie de șoarece endemic pentru România;
Pești: mreană vânătă (Barbus meridionalis), zglăvoacă (Cottus gobio), porcușorul de vad (Gobio uranoscopus), dunăriță (Sabanejewia aurata), chiscar de râu (Eudontomyzon mariae), precum și Romanichthys valsanicola, o specie de pește unică în lume, cunoscută de localnici sub denumirea populară de asprete;
Amfibieni: ivorașul-cu-burta-galbenă (Bombina variegata), salamandra de foc (Salamandra salamandra), broasca-roșie-de-munte (Rana temporaria);
Nevertebrate: croitorul cenușiu al stejarului (Morimus funereus), rădașcă (Lucanus cervus), gândacul sihastru (Osmoderma eremita), un cărăbuș din specia Carabus variolosus, cosașul de munte (Isophya costata), cosașul transilvan (Pholidoptera transsylvanica), racul de râu (Astacus astacus), melc de livadă (Helix pomatia); precum și un fluture din specia Euphydryas aurinia.

### Floră
Vegetația lemnoasă are în componență arbori și arbusti cu specii de: fag (Fagus sylvatica), gorun (Quqrcus patrea), gârniță (Quercus frainetto), mesteacăn (Betula pendula), frasin (Fraxinus excelsior), salcie căprească (Salix capreea), plop tremurător (Populus pendula), anin negru (Aninus glutinosa), alun (Corylus avellana), vornicer pitic (Evonymus nanus), soc negru (Sambucus nigra), soc roșu (Sambucum racemosa) și păducel (Crataegus monogyna).
La nivelul ierburilor sunt întâlnite elemente floristice cu specii de: mărgică (Melica uniflora), păștiță (Anemone nemerosa), drăgaică (Galium verum), pupezele (Lathyrus vernus), brândușă de toamnă (Colchicum autumnale), captalan (Petasites hybridus), țăpoșică (Nardus stricta), lăptucul oii (Telekia speciosa), piciorul caprei (Aegopodium podagraria), slăbănog (Impatiens noli-tangere), măcrișul iepurelui (Oxalis acetosella), iarba îngerilor (Angelica archangelica), păiuș roșu (Festuca rubra), iarba câmpului (Agrostis capillaris) și iarbă deasă (Poa nemoralis).

## Căi de acces
- Drumul național DN73C, pe ruta Curtea de Argeș - Valea Iașului - Bărbălătești - Robaia.
- Drumul național DN7C, pe ruta Pitești - Merișani - Mălureni - Mușătești.

## Monumente și atracții turistice
În vecinătatea sitului se află câteva obiective de interes istoric, cultural și turistic; astfel:

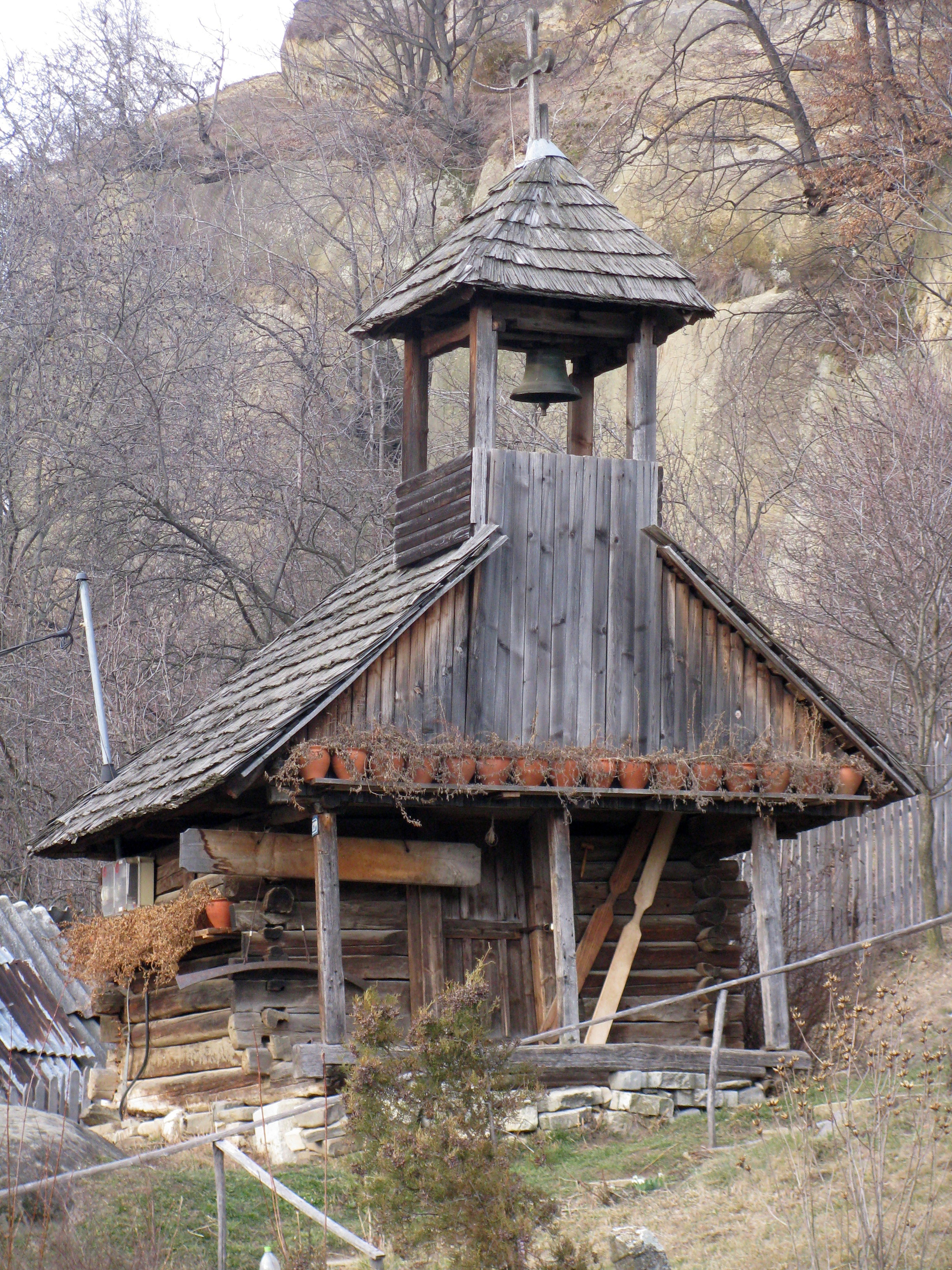
Biserica de lemn din Jgheaburi

- Biserica "Înălțarea Domnului" din Brădetu, construcție secolul al XV-lea, monument istoric (cod LMI AG-II-m-A-13490.01).
- Biserica "Sf. Dumitru", "Sf. Gheorghe" și "Sf. Teodor Tiron" din Corbeni, construcție 1743, monument istoric (cod LMI AG-II-m-A-13602.02).
- Biserica de lemn din Jgheaburi, construcție secolul al XIX-lea, monument istoric (cod LMI AG-II-m-A-13710.05).
- Biserica "Sf. Treime" din Corbi, construcție 1830, monument istoric (cod LMI AG-II-m-B-13605).
- Biserica "Sf. Nicolae" din Costești-Vâlsan, construcție 1804, monument istoric (cod LMI AG-II-m-B-13619).
- Ansamblul bisericii "Intrarea în Biserică a Maicii Domnului" - Domneștii de Sus (Biserica "Intrarea în Biserică a Maicii Domnului", poartă de zid cu pictură murală, zid de incintă), construcție 1826 - 1831, monument istoric (cod LMI AG-II-a-B-13675).
- Biserica "Intrarea în Biserică" din Nucșoara, construcție 1890, monument istoric (cod LMI AG-II-m-B-13752).
- Situl arheologic „Ansamblul curților boierești de la Domnești” (secolul al XVI-lea).
- Ariile protejate: Golul alpin Moldoveanu - Capra, Lacul Buda, Lacul Iezer, Munții Făgăraș, Lacul Izvorul-Mușeteică, Zona carstică Măgura - Nucșoara.